# Komsomol'sk (film)
Komsomol'sk (Комсомольск) è un film del 1938 diretto da Sergej Apollinarievič Gerasimov.